# Championnat d'Ouganda de football 1971
Navigation
Edition précédente Saison 1974
La saison 1971 du Championnat d'Ouganda de football est la quatrième édition du championnat de première division ougandais. Huit clubs ougandais prennent part au championnat organisé par la fédération. Les équipes rencontrent deux fois leurs adversaires, à domicile et à l'extérieur.
C'est le club de l'armée, Army SC, qui remporte la compétition cette saison après avoir terminé en tête du classement final, avec cinq points d'avance sur Prisons FC Kampala. C'est le tout premier titre de champion d'Ouganda de l'histoire du club, qui manque de peu le doublé en s'inclinant en finale de la première édition de la Coupe d'Ouganda, face à Coffee SC.

## Participants
- Prisons FC Kampala
- Express FC
- Army SC
- Jinja FC
- Masaka FC
- Coffee SC
- Police FC
- Kilembe Mines FC

## Compétition

### Classement
Le classement est établi sur le barème de points classique : victoire à 2 points, match nul à 1, défaite à 0.
| Rang | Équipe             | Pts | J  | G  | N | P  | Bp | Bc | Diff |
| ---- | ------------------ | --- | -- | -- | - | -- | -- | -- | ---- |
| 1    | Army SC            | 26  | 14 | 12 | 2 | 0  | 45 | 9  | +36  |
| 2    | Prisons FC Kampala | 21  | 14 | 9  | 3 | 2  | 31 | 10 | +21  |
| 3    | Coffee SC'T'C      | 17  | 14 | 7  | 3 | 4  | 31 | 16 | +15  |
| 4    | Express FC         | 16  | 14 | 7  | 2 | 5  | 20 | 20 | 0    |
| 5    | Police FC          | 11  | 14 | 3  | 5 | 6  | 25 | 22 | +3   |
| 6    | Jinja FC           | 9   | 14 | 3  | 3 | 8  | 22 | 49 | -27  |
| 7    | Masaka FC          | 7   | 14 | 3  | 1 | 10 | 17 | 46 | -29  |
| 8    | Kilembe Mines FC   | 6   | 14 | 2  | 2 | 10 | 23 | 34 | -11  |

|  | Qualification pour la Coupe des clubs champions africains 1972 |
|  | T : Tenant du titre C : Vainqueur de la Coupe d'Ouganda 1971   |

## Bilan de la saison
| Championnat d'Ouganda de football 1971                             |                     |
| Champion                                                           | Army SC (1er titre) |
| Coupes et trophées                                                 |                     |
| Vainqueur de la Coupe d'Ouganda 1971                               | Coffee SC           |
| Qualifications continentales                                       |                     |
| Coupe des clubs champions africains 1972                           | Army SC             |
| Promotions et relégations                                          |                     |
| Promus en Championnat d'Ouganda de football                        | Aucun               |
| Relégués en Championnat d'Ouganda de football de deuxième division | Aucun               |